# Nascar on NBC
NASCAR on NBC est une émission de télévision américaine qui couvre les courses automobiles de la NASCAR sur le réseau NBC.